# Torpedonostsy
Torpedonostsy (russisk: Торпедоносцы) er en sovjetisk spillefilm fra 1983 af Semjon Aranovitj.

## Medvirkende
- Rodion Nakhapetov som Aleksandr Belobrov
- Aleksej Zjarkov som Fjodor Tjerepets
- Andrej Boltnev som Gavrilov
- Stanislav Sadalskij som Dmitrienko
- Tatjana Kravtjenko som Masja